# Кшемёнки-Закшовске

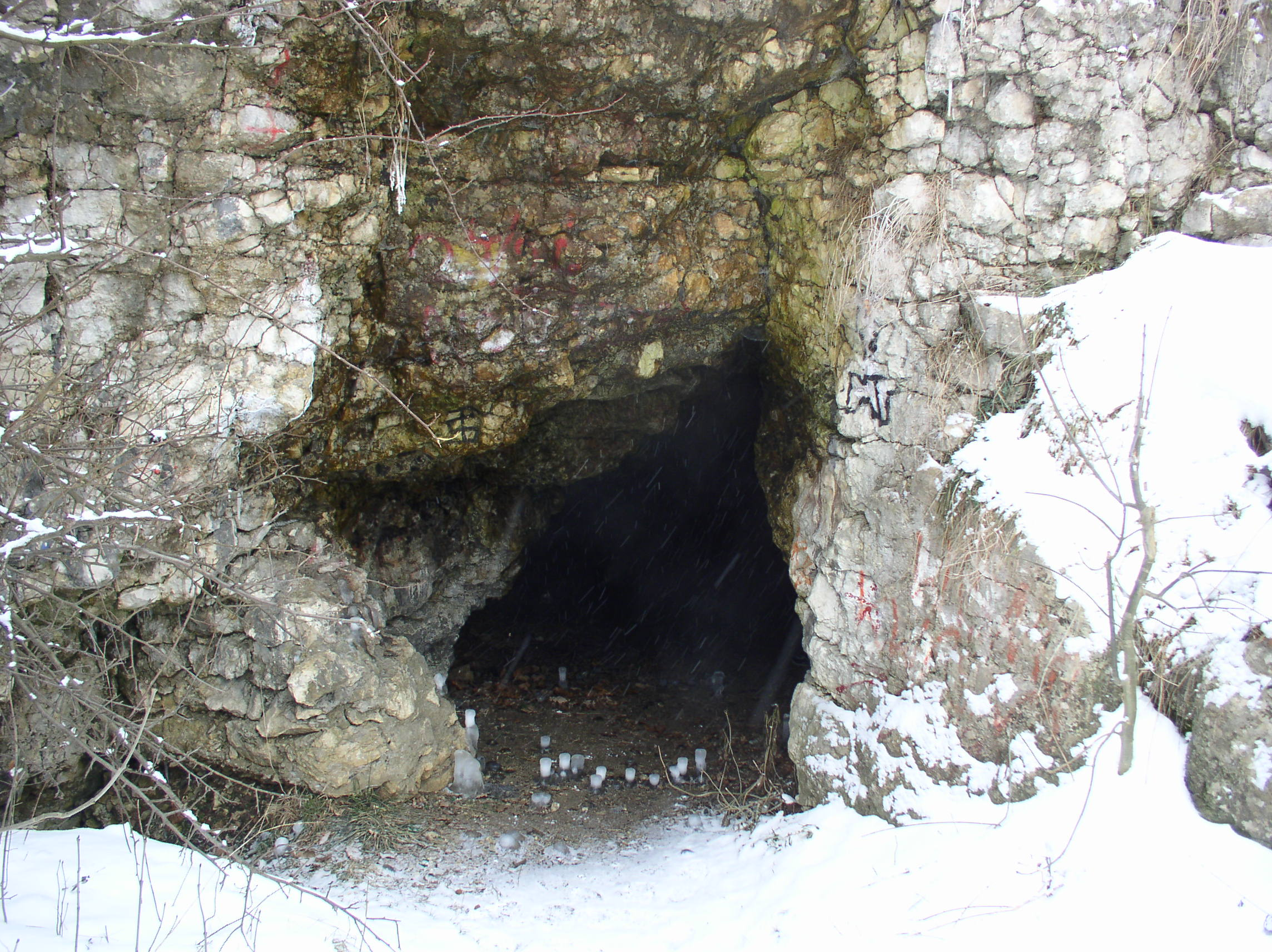
Вход в Пещеру Твардовского

Кшемёнки-Закшо́вске (пол. Krzemionki Zakrzowskie) — наименование холмистой системы Краковского плато в юго-западной части Кракова, Польша.

## География
Кшемёнки-Закшовске находятся на юге от Вислы на территории бывшей деревни Закшувек в административном районе Дзельница VIII Дембники.

## История
С XIX века на территории Кшемёнок-Закжувских велась интенсивная добыча известняка, что привело к образованию в южной части возвышенности котлована, который после прекращения работ был заполнен водой. В настоящее время этот участок является популярным местом отдыха краковян и называется Закшувским заливом. В северо-восточной части холмов находятся бывшие каменоломни, которые используются для обучения местными скалолазными клубами. Остальная часть Кшемёнок-Закшувских покрыта лесом.

## Достопримечательности
- На территории Кшемёнок-Подгурских находятся несколько пещер, самая известная из которых, располагающаяся в западной части холмов, имеет собственное название «Пещера Твардовского» (названная именем мифического героя Пана Твардовского).
- На северной части холмов (со стороны Вислы и Дембников) находятся Скалы Твардовского.